# Ethel Archer
Ethel Florence E. Archer (geboren 1885 in Slaugham, Sussex; gestorben 1961) war eine britische Dichterin und Esoterikerin.

## Leben
Archers Eltern waren Ormond A. Archer, Kurat von Whitbourne, Herefordshire und Emily Archer. Sie war das vierte von fünf Kindern. Mit noch nicht 20 Jahren veröffentlichte sie ein Kochbuch für schlichte Küche, The Book of Plain Cooking.
1908 heiratete sie den Künstler Eugene John Wieland und lebte mit ihm in idyllischer Liebe, aber auch in prekären Umständen. In dieser Zeit lernte das Paar den Schriftsteller und Esoteriker Aleister Crowley kennen und beide begannen, sich stark in den von Crowley geleiteten esoterischen Orden des Astrum Argenteum (A∴A∴) und des Ordo Templi Orientes (O.T.O.) zu engagieren. Wieland wurde Verleger für die von Crowley begründete Zeitschrift The Equinox sowie für weitere Schriften Crowleys, wobei unklar bleibt, woher die finanziellen Mittel für den Verlag stammten, und Archer veröffentlichte Gedichte in The Equinox. Dass diese Liebesgedichte sich an eine Frau richteten, veranlassten den ebenfalls zu den Mitarbeitern des Equinox gehörenden Dichter Victor B. Neuburg dazu, sie fortan „Sappho“ zu titulieren. Archer akzeptierte den Namen, erklärte jedoch, dass sie selbst die Person sei, an welche die Gedichte sich richteten. 1911 erschien The Whirlpool, ein erster Gedichtband Archers, mit einem schmeichelhaften Vorwort Crowleys im Verlag von Wieland.
Nach Ausbruch des Ersten Weltkriegs ging Wieland zur britischen Armee, wo er im 19. Bataillon diente und den Rang eines Sergeant erreichte. Er starb am 5. Oktober 1915 in einem kanadischen Hospital in Folge von bei Loos erlittenen Verletzungen und wurde auf dem Militärfriedhof von Le Tréport bestattet.
In den folgenden Jahren veröffentlichte Archer noch zwei Gedichtbände sowie verstreute Beiträge in Zeitschriften, insbesondere in der English Review.
1932 erschien The Hieroglyph, ein Schlüsselroman um Crowley und das Umfeld des Equinox in den Jahren vor dem Ersten Weltkrieg, in dem Crowley als „Vladimir Svaroff“, Victor B. Neuburg als „Newton“ und Archer selbst als „Iris“ figurieren.

## Bibliografie
- The Book of Plain Cooking. Practical Housewive Series Bd. 2. A. Treherne, London 1904, Digitalisat.
- The Whirlpool. Gedichte. Einleitung von Aleister Crowley. Wieland, London 1911. Neuausgabe: Snuggly Books, 2023, ISBN 978-1-64525-133-0.
- Phantasy and Other Poems. Gedichte. The Vine Press, Steyning 1930.
- The Hieroglyph. Roman. Denis Archer, London 1932. Weitere Ausgabe: Houghton, Mifflin, Boston 1941. Neuausgabe: Snuggly Books, 2023, ISBN 978-1-64525-126-2.
- Shadow and Shine. Herausgegeben und eingeleitet von Philip R. Jensen. Lulu.com, 2023, ISBN 978-1-365-39805-6 (Sammelausgabe von Gedichten und Essays).

Übersetzung:
- Gustave Geley: Reincarnation. Rider, London ca. 1930.